# Gustav Ehlers

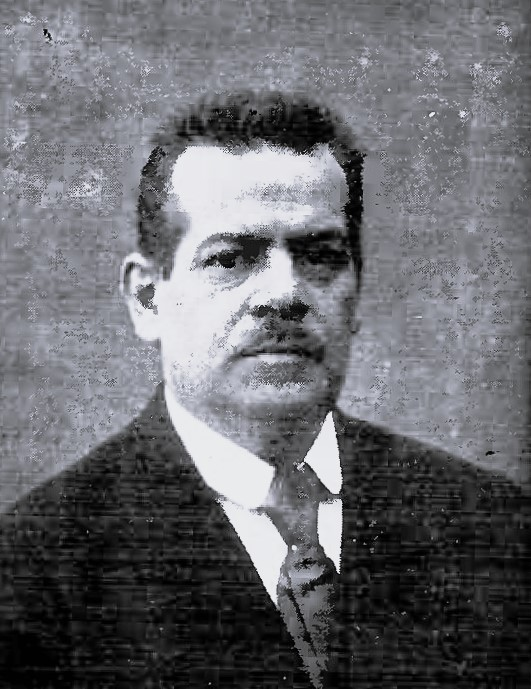
Gustav Ehlers

Gustav Johannes Joachim Ehlers (* 23. Februar 1873 in Lübeck; † 28. Mai 1947 ebenda) war ein deutscher Handwerker, Gastwirt, Angestellter und Mitglied der Lübecker Bürgerschaft.

## Laufbahn
Ehlers besuchte von 1879 bis 1881 die Behrend-Schrödersche Freischule und wurde ab 1882 bis 1887 im Waisenhaus erzogen. Anschließend erlernte er bis 1891 als Gehilfe das Tischlerhandwerk.
Auf der Walz arbeitete Ehlers als Geselle bis 1895 im Rheinland. Bis Herbst 1897 war er aktiver Soldat und genügte seiner zweijährigen Militärdienstpflicht in der Infanterie der Preußischen Armee des Infanterie-Regiments „Freiherr von Sparr“ (3. Westfälisches) Nr. 16 in Köln.
Von da an arbeitete Ehlers bis 1909 als Tischlergeselle in Lübeck. Während dieser Zeit verließ er jedoch, infolge des 16 Monate dauernden Lübecker Holzarbeiterstreiks, nochmals für ein Jahr die Stadt und war in Hannover, Neumünster und Altona tätig. Wieder daheim war Ehlers 1909 bis zum 31. März 1919 Wirt einer Gastwirtschaft, Restaurant und Frühstückslokal, in der Hüxstraße 110. Deren Eigentümer wiederum war die Hansa Brauerei.  Von da an war er Angestellter des Wohnungsamtes.
Wieder in der Hansestadt gehörte Ehlers der lübeckischen Zahlstelle des Deutschen Holzarbeiterverbands als Vorstands- und Lohnkommissionsmitglied an. Ab 1891 war er sowohl gewerkschaftlich als auch politisch organisiert und gehörte von 1898 bis 1921 dem Vorstand des hiesigen Sozialdemokratischen Vereins an. Zwei Jahre, von 1899 bis 1901, war er Vorsitzender des Lübecker Gewerkschaftskartells.

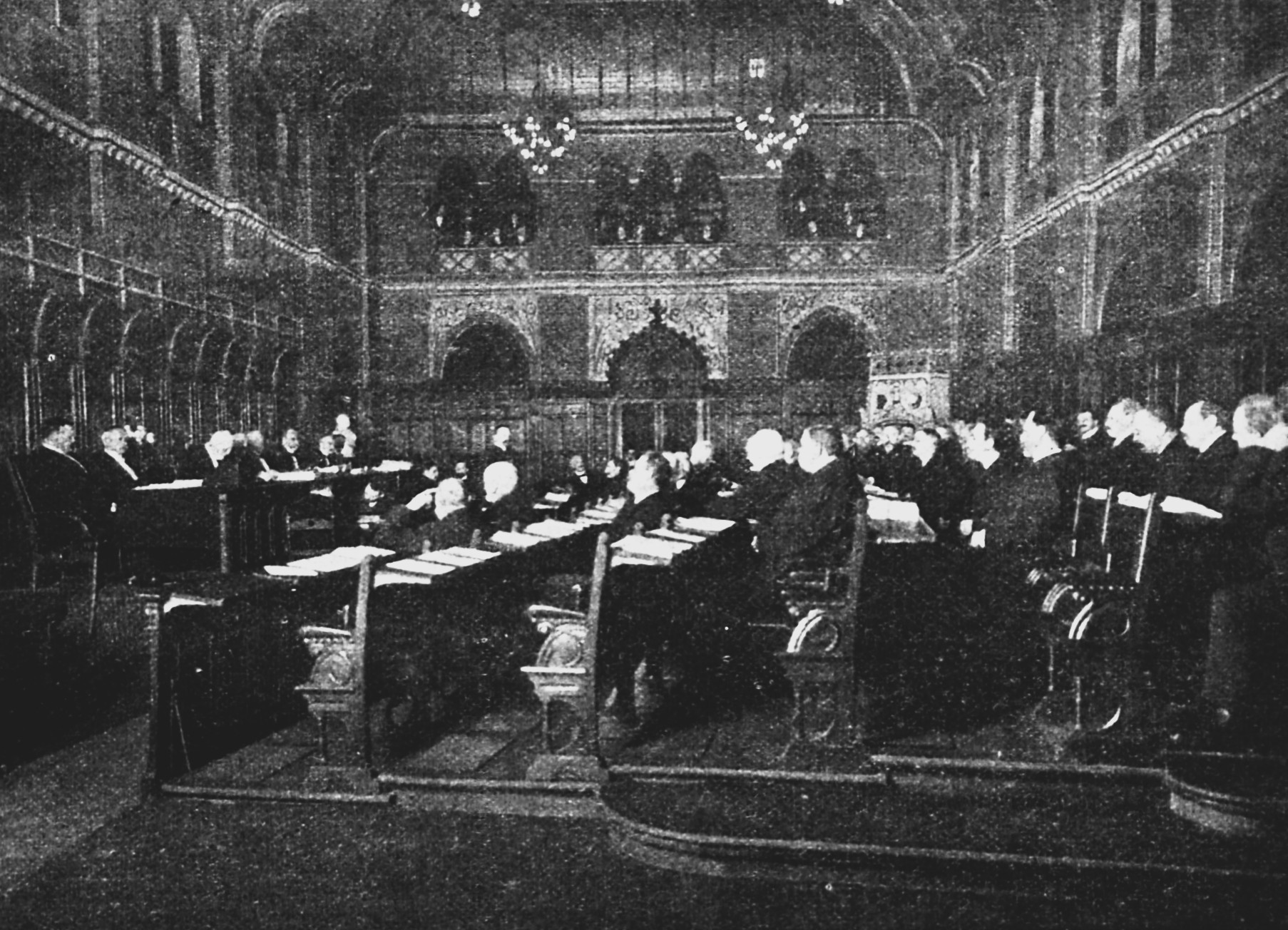
Bei den Sitzungen saßen auf den erhöhten Sitzen die Kommissare des Senats und die Wortführer

Seit 1909 war Ehlers, wie Paul Hoff, Mitglied der Bürgerschaft und 1918/19 auch des Bürgerausschusses. Er nahm vom 15. bis 21. September 1912 am Parteitag seiner Partei in Chemnitz teil. Am 14. April 1919 wählte ihn die Bürgerschaft mit 67 von 70 Stimmen zum Nachfolger für den am 31. März 1919 für den verstorbenen Senator Emil Possehl in den Senat gewählten Paul Löwigt als ihren Wortführer und blieb es bis 1932. 1933 schied er aus der Bürgerschaft aus.
Unparteiisch ist er in öffentlich bürgerlichen Ehrenämtern tätig gewesen. So war er seit 1919 Mitglied des Lübecker Verwaltungsgerichtes, der Theaterbehörde und der Schätzungskommission seit 1920.